# ヤンデレ彼女
『ヤンデレ彼女』（ヤンデレかのじょ）は、忍による日本の漫画作品。スクウェア・エニックスの漫画雑誌『月刊ガンガンJOKER』とウェブコミック配信サイト『ガンガンONLINE』で並行して連載された。
単行本は全17巻が刊行されており、単行本5巻刊行時点で累計40万部を突破した。

## 概要
本作は、『ガンガンパワード』の勝ち抜き投稿企画「4ページで4コママンガをやってみないか？」のエントリー作品として3号連続勝ち抜きを達成し、2009年2月号に単独の読み切りとして掲載された。その後、『ガンガンパワード』休刊に伴い後継誌の『月刊ガンガンJOKER』と『ガンガンONLINE』で並行して連載された。
本作の表題における「ヤンデレ」は、ツンデレから派生した形容語のヤンデレ（病み+デレ）ではなく「ヤンキー+デレ」の意。連載開始当時、『週刊少年サンデー』にて連載されていた『オニデレ』（クリスタルな洋介）とテーマが類似しており、作者の忍は担当編集者から「実はネーム通った頃に、某週刊漫画誌で似た感じ（不良少女デレ系）の連載が始まってアチャーって感じですけど、気にせず行きましょう！」と述べられたとコメントしている。
作品の形式は「4ページで4コママンガやってみないか？」のエントリー時は純粋な4コマ漫画であったが、単独読み切り以降は4コマと1ページギャグを適宜、使い分ける方式に変更されている。各話のタイトルが全て「第○話 ××、それは△△」の形式となっている点を含め『月刊ガンガンJOKER』『ガンガンONLINE』各版に相違点は無いが、『月刊ガンガンJOKER』『ガンガンONLINE』では連載話数をそれぞれ別々にカウントしており、単行本化に際しては掲載順でなく時系列順に配列されるため『ガンガンパワード』の読み切り版を含め掲載時の話数と単行本の話数は一致しない。また、メインネタではないが随所にパロディが見られる。

## ストーリー
取り立てて目立つことの無い優等生・田中学とヤンキー少女・竜崎レイナ。全く違う世界を生きてきた2人は出会った瞬間互いに一目惚れし、周囲には内緒で付き合い始める。

## 登場人物
声優はドラマCD版のキャスト。身長・血液型は単行本の登場人物紹介より。

### 森ノ中高校

#### 2年生
田中 学（たなか まなぶ）
声：間島淳司
主人公。レイナより一日遅い8月23日生まれ。身長175 cm、血液型O型。
2年A組。クラスに1人はいるような地味で普通な男子生徒だが、常に学年2位をキープしている優等生でもある（本人曰く、勉強以外にするような趣味がないため）。表情を全く変えず、感情の起伏が全く無いという程におとなしいが、嬉しい時は大声を上げて喜び、レイナ絡みではかなりアグレッシブになる。真面目そうに見えるが、レイナの水着姿やメイド服姿を喜ぶなど年相応の男子的な振る舞いをすることもよくある。かけている眼鏡は伊達で、実際の視力は1.0以上ある。
ある春の日に偶然すれ違ったレイナに一目惚れして告白し、周りの目を気にする彼女に配慮して、周囲には内緒ということにして付き合い始める。が、レイナの舎弟以外にはあまり隠せていない。あまり表立って好意を露にしないことが多いが、レイナを自分のものにしようとする不良に一方的に殴られても「殺されてもどかない」と言い切るなど、その芯は非常に強い。
家庭関係はやや複雑で、母の再婚による新しい家族に馴染めず、現在は祖父・田中東の家で暮らしている。また、その影響により他人からの拒絶を怖れている。真夜美は異父妹。
真夜美にジジコンと揶揄されるほど祖父の東に懐いている。東と一緒にいると普段の態度とかけ離れた情けない姿になるため、誰にも東に会わせないようにし、当初は溺愛するレイナすらも家に呼ぼうとしなかった。
竜崎 レイナ（りゅうざき レイナ）
声：又吉愛
ヒロインにしてもう一人の主人公。8月22日生まれ。身長167 cm、血液型A型。
2年B組。その地域では有名な不良少女で総長。煙草は吸わない主義で、好きな飲み物はファンタ。
喧嘩が非常に強く、多人数を相手にしても全く苦にしない。周りからは硬派と見られており、実際に同年代のオシャレなどには疎い。学と出会ってからは、乙女心と不良としての体面のギャップに悩む。
偶然すれ違った学に一目惚れし、さらに彼から告白され、その後、周囲には内緒ということで付き合い始める。学に対してはそのままデレが出てしまい、それに気付いて慌てて体面を守ろうとする照れ隠しが結果的に学や周りに被害を与えることが多い。このように本人は隠しているつもりだが、言動に学へのデレが出てしまうため、ほとんど周囲には2人が付き合っていることはバレている。また聖などに関わるようになって乙女的な心情をそのまま出すことも多くなる。
名前が『ひぐらしのなく頃に』のヒロイン・竜宮レナ（本名：礼奈、レイナ）と一字違いであるが、この点について作者は単行本第1巻で「勇ましい不良風の名前を付けたら偶然似てしまい、後で指摘されていることを知り気付いた」と述べている。
吉本 聖（よしもと ひじり）
声：矢島晶子
身長160 cm、血液型O型。
2年B組。学年3位の成績を誇る大人しめの女子生徒でクラスの体育委員。
普段は同級生にも敬語を使うような典型的な委員長キャラ。作中では唯一と言っても良い普通な人。レイナや真夜美に比べるとスタイルが良いらしい。
体育祭での二人三脚やテスト勉強を一緒にしたことがきっかけでレイナと親しくなる。同じく学や真夜美とも顔なじみになり、よく行動を共にしている。特に同性としての悩みや勉強のことでレイナに相談されることが多い。
白鳥が学らと絡むようになると、彼と2人きりで接することも多い。白鳥の普段見られない部分を知って気にし始め、第38話にて恋愛感情を持っていることを自覚する。相思相愛ながら互いに奥手のため進展せず、紆余曲折を経て第98話で付き合い始める。
元々は体育祭エピソード用のモブキャラだったため初登場時には名前が無く、掲載当時のキャラクター紹介にも「体育委員」（見本では「委員長」）としか書かれていなかった。
白鳥 翼（しらとり つばさ）
声：前野智昭
身長174 cm、血液型A型。
2年A組。自称「文武両道・才色兼備」のナルシスト。学年1位の成績をキープする優等生で、外見も良いが、隠しきれない程のヘタレ臭が漂っている。学をライバル視してキザなところが目立つが、努力家の側面もある。作中では弄られることが多い。
学年2位の学を一方的にライバル視し、事あるごとに彼の前に現れ挑発を繰り返すが、学からは軽く受け流されたり、そもそも名前すら呼ばれない。そのため、自分だけがムキになっていることにコンプレックスを抱いており、ある程度、学・レイナ・聖らと共に行動するようになっても学に反発してしまう。ただ本心は学と友達になりたかっただけではないかと述べている。後に聖の恋のために、レイナ達によって、まず学と白鳥の関係改善が画策され、わだかまりが解ける。
モテてるのかモテてないのかよくわからない人物だが、本性は素直で純情、また優しいところがあるため、なんだかんだでモテている（愛でられている）。聖との絡みが始まった初期から彼女に対して好意を持っているような曖昧な描写が多く、2人の仲が進展しかけてもヘタレのためにそれ以上進めない。第96話で聖からTV越しの告白を受け、いったんは逃げようとするも、最終的には自分から告白し直し第98話で付き合い始める。
モデルは『ときめきメモリアル3』の登場人物、白鳥正輝。
英子（えいこ、A子）
声：嶋村侑
レイナに忠誠を誓う不良女子2人組の1人。×印を書いたマスクを着用し、バットを持ち歩いている。レイナをリーダーとして信頼している。「不良脳」であるため、レイナと学の交際に気付いていない。
第75話にてあろうことか紅一郎に一目惚れし、勢いで告白するも蘭に半殺しにされ、「伝説のヤンキー蘭さんの旦那なら」と諦めた。
美子（びこ、B子）
声：五十嵐浩子
レイナの不良仲間の女子2人組の1人。木刀を持ち歩いている。A子と同様、レイナに忠誠を誓う関係。そしてA子と同様、レイナと学の交際に気付いていない数少ないキャラの1人。
泉原 和歌子（いずみはら わかこ）
身長155 cm、血液型B型。
2年C組。第40話で初登場し、第45話で一瞬だけ再登場した。
通称バカ子。いわゆるギャルであり、制服改造や化粧などでよく教師に注意されている。
レイナについて偏見でものを言うなど、浅はかで性格は良くない。「バカな女が好き」と公言するタケちゃんという彼氏がいる。
月柩 硝子（つきひつぎ がらす）
身長157 cm、血液型B型。
ゴーストハンターを自称する少女。第51話で初登場、第59話にて2年B組に編入してくる。
いわゆる中二病で、髪型や発声法、カラーコンタクトや特注の衣装、動作に至るまで作りこみ、ゴーストバスターになりきっている。実際は霊的な力は無く、黒子を中途半端に視認できる程度だが、気配そのものが霊に対してストレスをかける体質で黒子を不機嫌にさせたり、結果として除霊できたりする。初登場は第51話で、事前偵察と称して森ノ中高校に不法侵入してくる。
名前は偽名ではなく本名で、父親は月柩 呂彌緒（つきひつぎ ろみお）という名の風水師。父の職業柄、引越しと転校を繰り返してきた。

#### 1年生
田中 真夜美（たなか まやみ）
声：下田麻美
身長158 cm、血液型B型。
1年B組。学の妹。重度のマゾで、オタク文化に精通したコスプレ好きでもある。
学は異父兄だが兄として慕い、レイナのことは暴力的なツッコミによってマゾの欲求を満たされることから「お姉さま」と呼んで心酔している。基本的に明るくハイテンションで、コーミナ・コミスでバイトするなどサブカルが大好きな性格だが、他方で洞察力や危険察知能力が高く、毒舌だったり、年上のレイナや聖に助言を行ったり、実家では上品なお嬢様として振舞うなど様々な顔を併せ持つ。
実家はお手伝いもいる大きな日本家屋の邸宅で、学とは別々に暮らしている。学をジジコンと皮肉るが、借りてきた猫のように上品に振舞うなど真夜美自身も東が大好きで、初恋の人だという。
ある縁で木林と出会い、喫茶店コミーナ・コミスの開店当初から店のメイドとしてバイトしている。木林とは共にハイテンションでオタク文化を振りまき、彼には好意を抱いている。
ネーム段階では兄好きで本来の意味のヤンデレだった。「まやみ」という名前はその名残で、「真病み（真に病んでいる）」の意。
駒千 秋良（こまち あきら）
身長156 cm、血液型A型。
1年A組。女子野球部に所属するボーイッシュな少女。
黒星高校との練習試合直前に、他の部員が何者かに執拗な嫌がらせを受けて全員退部してしまい、レイナ達に助っ人を依頼する。ポジションは投手だが、曲がったことが大嫌いなため、ストレートしか投げられない。語尾に「ッス」を付ける。
その外見から男子に間違われやすく、ジャージを着ていると男子生徒にしかみえない。そのために上級生を中心に同性からの人気があり、本人も女性としての意識が薄い。それ故に女性であることを証明をするために自分の胸に手を当てさせたり、スパッツを履いているとはいえスカートを捲りあげたりする。

#### 3年生
宇賀神 大吉（うがじん だいきち）
身長175 cm、血液型A型。
3年A組。森ノ中高校生徒会長。祖父は羅撫道（らぶどう）神社の神主。
行動力のある変態で、1年前の生徒会長選挙の際に「女生徒全員のスカートをめくる」というマニフェストを掲げて臨むが落選し、副会長となる。ところが第78話にて現生徒会長を謀略でリコールさせ、生徒会長に昇格する。そして1年前のマニフェストを履行するとしてスカート捲りを始めるが、レイナに妨害され失敗に終わる。しかし、その際レイナに一目惚れし、以後、彼女を生徒会に引き込もうと企む。
常に会計の目黒奏（めぐろ かなで）と書記の横島鈴子（よこしま りんこ）を引き連れている。

#### 教師
美空 晴臣（みそら はるおみ）
身長175 cm、血液型O型。
森ノ中高校校長。第44話にて赴任してくる。
和装で怖い顔をしており、規律に厳しく不良が大嫌い。生徒に平然と鉄拳制裁を振るい、その拳骨は最強の不良少女であるレイナでさえも泣いてしまうほど強烈。
一方で優しい一面も見せるところもあり、特に良い子や更生した者を公正に優遇したり褒めたりするため、強い反感は持たれにくい（レイナからは悪魔のシステムと評される）。
また、黒子を視認することができ、互いに知っている。小さい子供に優しい。
竜崎 紅一郎
→#レイナの家族
五十嵐 貞夫（いがらし さだお）
森ノ中高校公務員。
いわゆるおネエキャラで、本名の貞夫と呼ばれることを嫌いサリーと呼ばせる。また、オッサンやオカマと呼ばれると怒る。副業でヘアメイクアーティストもやっており、実は業界でも有名なヘアメイク界の重鎮「サリー・五十嵐」と蒼二郎から紹介されている。

### 黒星高校
三人組（さんにんぐみ）
黒星高校の不良3人組。それぞれ「リーダー」「ちび」「めがね」と呼ばれており、個々の名前は設定されていない。他校でもそれなりに名は通っているが、レイナに喧嘩を売る度にコテンパンにのされ「アホの三連星」呼ばわりされている。
レイナへの仕返しのために学を監禁するが、逆に半殺しの目に遭わされる。ナナミの登場後は彼女の取り巻きとして登場することが多い。
鷲羽 ナナミ（わしばね ナナミ）
身長139 cm、血液型O型。
黒星高校2年月組。同高校の裏番長で、讃岐弁の強い喋りと小学生と間違えられるほどの低身長が特徴。腕っ節の強さでレイナを苦戦に追い込んだものの、詰めの甘さが露呈し敗北する。
その後、森ノ中高校の文化祭に襲撃を仕掛けるつもりが3人組とはぐれ、迷子になったところへ偶然声を掛けてくれた学に一目惚れしてしまう。しかし、学には近所の小さい子と認識されており、その様に扱われている。本人はまるで借りてきた猫のようにおとなしくなっている。
父親は武道家でナナミが幼い頃、修行の旅に出るといって行方不明となる。その後、小4の時に四国にいることが判明して同地に引越し、高校生になって再び戻ってきたという過去がある。
体は小さいが取り巻きの三人を軽々と投げつけることができるぐらいには怪力で、レイナもその点に関しては認めている。当初は腕のリーチの短さや不用意にレイナを怒らせたりしたことで敗北することも多かったが、正々堂々正面から1対1で挑んだときには作中初の引き分けにまで持ち込んでいる。
有栖川 墨華（ありすがわ すみか）
身長165 cm、血液型B型。
黒星高校女子野球部長。ナナミの親友。顔・スタイル共に良いが陰湿な性格で女王様気質。親衛隊もいる。性格は正反対ながらもナナミとは幼稚園児からの親友で、また見た目ほど本来の性格も堅くない。
初登場時は野球部部長として登場し、ポジションはピッチャーでかなりの実力を持つ。親友のナナミとの関係もあって、森ノ中高校との試合を前に部員に手の込んだ陰湿な嫌がらせを行い、秋良以外の部員全員を退部に追い込む。陰湿な行為を好むが、逆に直接的な妨害は下品で美学に反すると論じる。また、決して実力が低い訳ではなく、まともに戦っても十分戦えるだけの力があるため、妨害行為はむしろ趣味に近い。

### レイナの家族
竜崎 蘭（りゅうざき らん）
声：たかはし智秋
身長170 cm、血液型O型。
レイナの母親。元レディースで、現役の頃は「人間凶器」と恐れられていた。今では外見からその頃の面影を全く感じさせないが、笑いながら平然と物騒な事を言い、中身の入ったジュースの缶を片手で縦に潰せるほどの握力を持つ。
娘が学と付き合っていることを知っており、デートに際してはオシャレに疎い娘に学好みの可愛い格好をさせるなどしている。
夫である紅一郎との出会いは、レイナと同じく一目惚れ。紅一郎の極度の人見知りのせいで、無視されていると思い込んで泣きじゃくったのが会話するきっかけとなった。当初は紅一郎を同じ不良だと思っていたが普通の人と知り、自分も不良を辞める。
実家とは本人曰く「ハイパーグレてた時期」に勘当されており、それ以降連絡をとっていない。
竜崎 紅一郎（りゅうざき こういちろう）
声：櫻井孝宏
身長179 cm、血液型A型。
レイナの父親。数学教師。後に森ノ中高校に赴任してくる。
普段の態度は寡黙で常に不機嫌そうな顔をしており、非常に怖い人物に見える。しかし実際の性格は極度の口下手で、あがり症、不安神経症、対人恐怖症の三重苦と表現される。それらが結果的に生徒達の誤解を招き、恐ろしく見られている。これらの内面は、生まれつき恐ろしげな外見をしていたために周囲の人間が怖がって近寄ってこなかったため、他人に対して恐怖を抱くようになった。教師をやっている理由は数学が得意なことと、「なるべく人とかかわった方がいい」と言われたため。
自分と視線を合わせても逃げたり叫んだりしない学を気に入っている。娘との関係については知らず友達だと思っていたが、東の指摘によって初めて知る。その後、学より娘との関係を告げられたが、既に東から聞いていることを伝えた上に、「れーちゃんをよろしくね」と交際を認めた。その東には面白い先生として気に入られており、マイペースな東に振り回されつつも、心を開いて慕っている。
竜崎 蒼二郎（りゅうざき そうじろう）
身長138 cm（森ノ中小学校5年2組当時）、血液型A型。
紅一郎の弟でレイナの叔父。小学生当時、森ノ中高校へ転入する兄をいじめから回避させるため「高校デビュー」と称し彼の頭を金髪に染め、結果的に蘭が紅一郎を不良と勘違いする原因を作る。この2人が結婚する時には凄く応援していたこともあり、今でも仲がよい。
現在は「soji（ソージ）」の名でマルチアイドルとして人気を博しており、テレビと素の性格の差が激しい気分屋。レイナからは「ハデなオジ」と評されている。

### 学の家族
田中 東（たなか あずま）
身長180 cm、血液型B型。
学と真夜美の祖父。自宅で学と同居しており、学の保護者でもある。愛煙家。
外見は学に似ていて「年を取った学」という感じだが、性格は全く正反対の闊達な老人で悪ふざけが好き。そのため、学はレイナなどに会わせまいとし、家族について言及されると激しく動揺する。しかし、学は祖父を嫌っているわけではなく、むしろ好いており、伊達メガネを掛け始めた理由でもある。そのため、真夜美からはジジコンと皮肉られている。
既に白髪ながら気風の良い性格とノリの良い性格もあって女性から好意を寄せられることが多く、普段はテンションの高い真夜美も彼の前では大人しくなる。
三者面談で出会った紅一郎を面白い先生として気に入っており、紅一郎が性格上対処できないことをいいことに、自分のペースに巻き込んでしまう。
田中 葵（たなか あおい）
学と真夜美の伯父。薊は双子の妹。現在の田中家の家長。目つきが悪く、レイナ曰く「常に若干キレている」ような外見。
美咲という妻がいたが、12巻で逝去した。子供はおらず、学を養子に迎えようと話を持ちかける。
田中 薊（たなか あざみ）
学と真夜美の実母。葵は双子の兄。非常に若い外見で、初見のレイナを驚愕させるほど。
学生時代、田中家で使用人として働いていた守と交際し、学を身籠る。守が田中家を追い出された後、現在の夫である宗助と見合い結婚。
学に対しては「父親に似てきて目障り」「母でも子でもない」と突き放しているが、レイナから学の思いを聞かされて涙するなど、心の底では想っている様子。
赤川 守（あかがわ まもる）
学の実父。田中家の元使用人。
田中家で働き出して間もなく薊から交際を申し込まれ、付き合い始める。しかし、地元には恋人がおり、その存在が明らかになったことで田中家を追い出された。現在は地元に戻り、姉と暮らしている。
田中 宗助（たなか そうすけ）
薊の夫で、真夜美の実父。元は東の会社の人間で、田中家の入婿。旧姓は鈴木。
温厚な性格で、娘の真夜美からも「普通」「薄い」と言われるほど地味な中年男性。

### コミーナ・コミス
木林 博道（きばやし ひろみち）
身長172 cm、血液型AB型。
レイナと真夜美がアルバイトをしている喫茶店「コミーナ・コミス」の店長。
異常なほどのマスクマニアで常にガスマスクを着用している。素顔はかなりのイケメンであり、一度はファッション誌にスカウトされて、表紙を飾ったこともある。
マスク以外にも全般的にオタク趣味に傾倒しており、アニソンを熱唱したり、各種コスプレの衣装を取り揃えている。常にハイテンションで、レイナのことを「レイレイ」、真夜美のことを「マヤたん」と呼ぶ。
苗字の由来は『MMR マガジンミステリー調査班』のキバヤシ。店名は『巫女みこナース』のアナグラムである。
杜 秀英（もり しゅうえい）
身長177 cm、AB型。
「コミーナ・コミス」のパティシエ。男で同性愛者。木林からはシューさんと呼ばれている。海外出身。
それなりに整った顔だが無表情な青年。率直な物言いで淡々と喋る。職が無く行き倒れていたところを木林に拾われ、そのまま店のパティシエとなる。滅多に厨房から出てこず、登場は第47話。
同性愛者であることを公言しており、男性に平然とセクハラ的な言動を行なう。一方で女性を嫌い、物騒なことを平然と言う。目つきの鋭い男が好みで木林や学、紅一郎にも告白しているが拒否されている。当初は木林の住むマンションに居候として住んでいたが、後にそこを出て一人暮らしを始めた。

### その他の人物
黒子（くろこ）
身長約162 cm。
森ノ中高校の音楽室で夜な夜なピアノを演奏している地縛霊。「黒子」はレイナが仮に付けた名前で、生前の記憶を失っているため本名は不明。
幽霊だが食欲旺盛。ピアノの腕前はレイナ曰く「不快な雑音・騒音」。レイナと聖には姿が見えているが、学には黒子の姿もピアノの音も認識できない（近頃では学のみならず、彼と血縁のある真夜美や東も同様に彼女が見えない事が判明）。その後、原理は不明だが布を被ると学も声と姿を認識できるようになる。
第84話において初めて素性に触れる描写が導入され、美咲（みさき）という女性の生霊らしき事が示唆された。
美空 十和子（みそら とわこ）
晴臣の妻。彼と同い年だが外見も背丈も幼女程にしか見えない。
道化姿の人物
第18話、第58話に登場。占い師の姿でレイナに子供化する飴玉を渡すなどしているが、素性は不明。

## 書籍情報
1. 2009年8月22日発売 - ISBN 978-4-7575-2657-0
2. 2009年12月22日発売 - ISBN 978-4-7575-2753-9
3. 2010年5月22日発売 - ISBN 978-4-7575-2877-2
4. 2010年9月22日発売 - ISBN 978-4-7575-2998-4
5. 2011年3月22日発売 - ISBN 978-4-7575-3143-7
6. 2011年6月22日発売 - ISBN 978-4-7575-3264-9
7. 2011年9月24日発売 - ISBN 978-4-7575-3369-1
8. 2012年3月22日発売 - ISBN 978-4-7575-3529-9
9. 2012年8月22日発売 - ISBN 978-4-7575-3694-4
10. 2012年12月22日発売 - ISBN 978-4-7575-3823-8
11. 2013年5月22日発売 - ISBN 978-4-7575-3969-3
12. 2013年9月21日発売 - ISBN 978-4-7575-4068-2
13. 2014年2月22日発売 - ISBN 978-4-7575-4228-0
14. 2014年6月21日発売 - ISBN 978-4-7575-4337-9
15. 2014年12月22日発売 - ISBN 978-4-7575-4503-8
16. 2015年6月22日発売 - ISBN 978-4-7575-4671-4
17. 2015年10月22日発売 - ISBN 978-4-7575-4765-0

## ドラマCD
フロンティアワークスより2010年5月26日に発売された。
- FCCC-0174